# Bang Bang (제시 제이, 아리아나 그란데, 니키 미나즈의 노래)
〈Bang Bang〉은 영국의 싱어송라이터 제시 제이, 미국의 싱어송라이터 아리아나 그란데, 트리니다드 출신의 래퍼 니키 미나즈가 참여한 곡이다. 이 곡은 2014년 7월 28일 라바 레코드와 리퍼블릭 레코드를 통해 제시 제이의 세 번째 정규 앨범 《Sweet Talker》의 첫 번째 싱글로 발매되었다. 곡은 맥스 마틴, 사반 코테차, 리카드 외란손, 그란데와 미나즈가 작사했으며, 마틴, 외란손, 일리야가 프로듀서를 맡고, 쿠크 해렐이 보컬 프로듀서를 담당했다. 또한 이 곡은 그란데의 두 번째 정규 앨범 《My Everything》의 디럭스 버전에 수록되어, 그 앨범의 세 번째 싱글로 발매되었다.
〈Bang Bang〉은 미국 빌보드 핫 100에서 6위로 데뷔한 후, 3위로 최고 순위를 기록했다. 영국에서 1위로 데뷔하며 제시 제이의 세 번째 1위, 그란데의 두 번째 1위 데뷔, 미나즈의 첫 번째 1위 곡이 되었다. 이 곡은 벨기에, 불가리아, 캐나다, 덴마크, 핀란드, 아일랜드, 이스라엘, 네덜란드, 뉴질랜드, 스코틀랜드, 한국을 포함한 여러 나라에서 상위 10위권에 진입했다. 2024년, 〈Bang Bang〉은 미국에서 1000만 개 이상의 동등한 유닛 판매로 미국 음반 산업 협회(RIAA)에서 다이아몬드 인증을 받았으며, 제시 제이와 그란데에게 첫 번째 다이아몬드 곡을, 미나즈에게 두 번째 다이아몬드 곡을 선사했다. 또한, 역사상 첫 번째 전 여성 아티스트 협업 다이아몬드 인증 곡이 되었다.
이 곡은 제시 제이와 그란데의 보컬 퍼포먼스, 프로덕션, 미나즈의 랩 부분으로 전 세계적으로 찬사를 받았다. 〈Bang Bang〉은 2015년 제57회 그래미 어워드에서 베스트 팝 듀오/그룹 퍼포먼스 부문에 노미네이트되었으며, 2015년 키즈 초이스 어워드에서 올해의 가장 좋아하는 곡을 수상했다. 또한 2015년 아이하트 라디오 뮤직 어워드에서 베스트 콜라보레이션 상을 수상했다. 이 곡의 뮤직 비디오는 한나 럭스 데이비스(Hannah Lux Davis)가 감독을 맡았고 2014년 8월 24일에 공개되었으며, 2024년 7월 기준으로 유튜브에서 20억 회 이상의 조회수를 기록했다.